# Ratusz w Brzesku
Ratusz w Brzesku – zabytkowa siedziba Urzędu Stanu Cywilnego znajdująca się w Brzesku, w województwie małopolskim. Dawniej ratusz był siedzibą władz miejskich.
Wzniesiona w lach 1909-1910 budowla jest jednym z najstarszych obiektów zabytkowych znajdujących się w centrum miasta. Jest to ceglany, piętrowy budynek z wieżą zaprojektowany przez Gabriela Niewiadomskiego. Swoją formą oraz ceglanymi elementami elewacji nawiązuje do przykładów architektury gotyckiej, renesansowej oraz barokowej. We wnętrzu znajduje się duża reprezentacyjna Sala Rady z dekoracyjnym sufitem i dużymi renesansowymi oknami. Zachowały się również takie elementy wyposażenia jak: zabytkowa stolarka, witraże okien w stylu secesyjnym, podłogi ozdobione wzorzystymi posadzkami, ozdobne kaflowe piece, drewniane boazerie a także żyrandole wykonane z mosiądzu.